# 安哲秀
安 哲秀（アン・チョルス、韓国語: 안철수、1962年2月26日 - ）は、韓国の政治家、研究者、医師、実業家、韓国海軍大尉。本貫は順興安氏。英語名はチャールズ・アン（Charles Ahn）。
1995年にアンラボを創業する。その後政治の世界にも参入し、2014年3月に発足した新政治民主連合の共同代表や2016年2月に結成された国民の党共同代表を歴任し、2020年2月から国民の党総裁を務めている。また、大統領選挙にも3回出馬しており、2012年の第18代大統領選挙では有力候補の一人とされつつも途中で出馬を辞退、2017年の第19代大統領選挙では共に民主党候補文在寅に敗れ第3位の得票率となった。2022年の第20代大統領選挙では尹錫悦への候補者1本化のため途中で出馬を辞退した。

## 来歴
慶尚南道密陽郡（現・密陽市）で生まれ、小学校から高校まで釜山直轄市（現・釜山広域市）で過ごす。1980年から1991年にかけてソウル大学校で医学の学位（MD、MS、Ph.D.）を取得。ソウル大学校医科大学助教、檀国大学校医科大学専任講師、檀国大学校医科大学医学部学科長の他に、1990年1月から2月にかけての短期間に九州大学医学部にも籍を置いて、訪問研究員をしたこともある。ソウル大学校病院、檀国大学校病院に勤務していた時期に個人としてアンチウイルスソフトウェアを研究し、病院を退職後に起業したアンラボは韓国最大のコンピュータセキュリティ企業となる。
1997年にペンシルベニア大学にてMSE、2008年に同大学ウォートン・スクールにてMBAを取得。2005年にポスコの社外取締役、2010年に取締役会議長となる。その外にもソウル大学校融合科学技術大学院（GSCST）院長、アンラボ会長、また同社の社内ベンチャーとして発足し後に別法人となった Noritown Studio の会長も務める。
2011年にソウル大学校医学大学教授に着任した金美暻は妻（2022年12月に国民の力に入党した）。科学者、カリフォルニア大学助教授の安雪希は娘。

## 政治活動

### 2011年ソウル市長補選
2011年9月、安が同年10月のソウル特別市市長補欠選挙に立候補するのではという期待が広がった。無所属である安は、相次ぐ政治的腐敗の告発や政策的失敗によって主流派政党に不満を抱いている層から、一定の支持を得ることができると予想された。安の政治的動機は、2002年の盧武鉉が先導したポピュリズムと近い。結局、安はソウル市長補選に出馬せず、「希望製作所」常任理事の朴元淳（パク・ウォンスン）支持を表明した。
10月26日に投票が行われた補選の結果、野党統一候補となった朴元淳が与党候補の羅卿瑗（ナ・ギョンウォン）を押さえて勝利した。
2012年12月に予定されている第18代大統領選挙の候補者世論調査で、ハンナラ党の朴槿恵を抜いて首位に立ち、野党陣営の有力候補と目されていたが、本人自身は明確な回答を避けていた。しかし、2012年2月6日の「安哲秀財団」（仮称）の設立記者会見で「我が社会の発展的変化でどのような役割を果たせばいいのかを考えている。政治もその一つになりうる」と発言し、一歩踏み込んだ発言をした。また、財団理事長に金大中元大統領側近で平和民主党副総裁や総裁権限代行を務めた女性運動家の朴英淑未来フォーラム理事長を選任したことも、政界から注目されている。3月27日、ソウル大学で行われた講演会で社会発展に一定の貢献ができるなら政治に参加する意志があるとの考えを示し、前回より更に踏み込んだ発言をした。また「仮に政治に参加するとしても、保守陣営と進歩陣営、どちら一方の論理に頼らないことだけは確かだ」とし、セヌリ党や民主統合党といった既成政党とは距離を置く立場も示した。

### 2012年大韓民国大統領選挙
2012年7月19日、主要懸案に対する自身の立場を明らかにした著書を発表し、12月19日の第18代大統領選挙への事実上の出馬意向を示した。9月19日、ソウルで記者会見を開き、正式に大統領選挙への出馬表明を行った。一方、最大野党である民主統合党は9月16日に文在寅を候補として選出しており、支持層が一部で重なっていることから、候補者一本化の可能性が早くから取りざたされていたが、安自身は一本化については態度を明らかにしていなかった。しかし、11月6日に行われた文在寅との会談で、候補者登録前までに候補者を一本化することで合意した。結局、一本化するための手法で文在寅と折り合わなかったため、11月23日に出馬断念を発表した。突然の出馬辞退の背景には、既存政治家との違いをアピールする狙いと、今後の政治活動における基盤作りを意識したものであるとの指摘がされた。
出馬辞退後、しばらくは明確な態度を示さなかったが、選挙戦中盤、文在寅を全面支援する立場を表明した。

### 2013年国会議員再補選出馬
選挙後、しばらくアメリカに滞在していたが、2013年3月、4月末に行われるソウル市蘆原区丙選挙区国会議員再補選に出馬する意向を表明。4月24日に投票が行われた再補選の結果、与党セヌリ党の候補に大差をつけて当選した。2017年の次期大統領選挙をにらみ新党を結成する可能性も取りざたされ、民主党の非主流派を巻き込んだ野党勢力再編の動きと合わせて注目が集まった。
当選後の5月13日には10月末に行われる国会議員再補選に自身に近い人物を多数擁立させる方針を示し、同月22日には自身の政策シンクタンクとなる「政策ネットワーク 明日」（以下、「明日」）の結成を公式宣言した。「明日」について政策専門家だけではなくすべての市民に開かれた組織とすることや、多くの市民団体と連携した活動を進めていくことを明らかにし、理事長に任命された崔章集高麗大学校名誉教授は「新党結成に進むほかは無い」として新党結成について規定事実化した発言をしている。6月19日に行われた「明日」創立記念フォーラムで新党の政治的路線について理事長の崔章集は「進歩的自由主義」を提示し、中道左派に近い姿であることを明らかにした。
8月10日に行われた日本軍慰安婦歴史館の開館15周年記念式典における挨拶で日本政府に対して「反省のない国は未来に進めない」として慰安婦への公式謝罪を求めた。

### 新党「新政治連合」結成へ

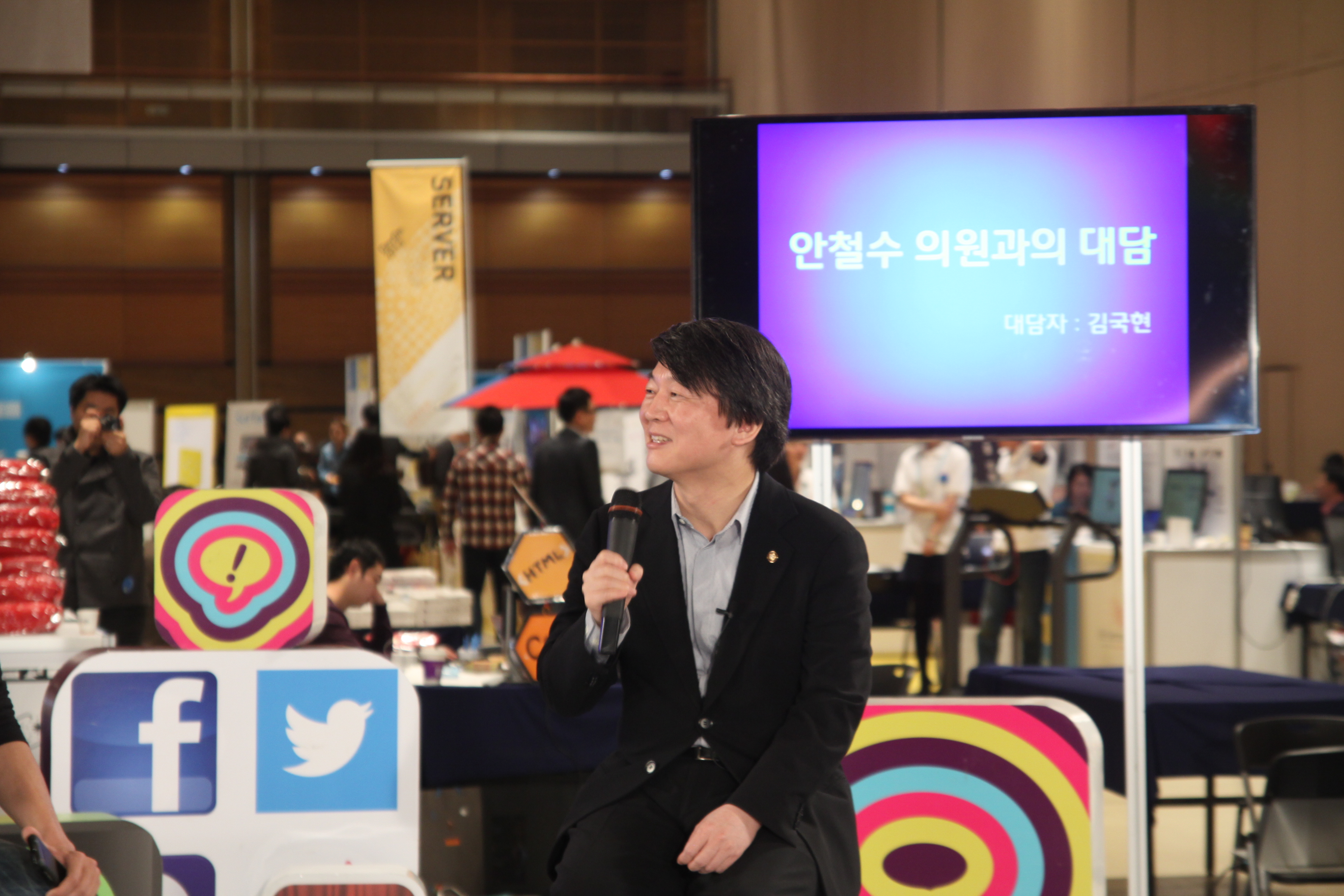
2013年10月27日

9月に入ると、新党結成の際の足場となる「明日」の地方組織整備を全国的に進め、独自勢力化に向けた作業を本格化させた。そして同月16日、出演したニュース番組の中で、来年6月に行われる第6回全国同時地方選挙を前に新党を結成する可能性が高いことを示した上で、他党からの政治家の参加も広く募ることを明らかにした。同月29日、民主党の強固な地盤である湖南地域（光州・全羅道の総称）における「明日」実行委員第1次名簿（68名）を発表。11月10日には全国合計で466名となる実行委員を追加で発表し、先に発表された湖南地域実行委員も含め実行委員は534名となった。
10月11日、一部新聞は安哲秀関係者の発言として、12月に新党創党準備委員会を旗揚げ、来年2月〜3月に新党を結成し、新党に参加する前・現職名簿の公開という新党結成の具体的なロードマップを報じた。しかし安本人は12日、「事実無根」としてこれを否定した。
そして11月28日、国会で行われた記者会見にて「古い枠ではこれ以上何も生み出すことが出来ず、今後は新しい政治勢力が乗り出すしかないとの結論に達した」として政治勢力の結集を表明し、「国民と共にする新政治推進委員会」（以下、新政治推進委員会）の発足を宣言。新党結成時期については具体的な言及はしなかったが、翌2014年6月に行われる統一地方選挙には責任を持って参加することを述べ、統一地方選挙前の結成に含みを持たせた。
2014年1月21日、済州島で行われた記者会見において2月に新党結成準備委員会を発足させ、3月に新党を結成することを表明。6月に行われる統一地方選挙では、ソウル市を初めとする17の広域自治団体の首長選全てに候補者を擁立することを明らかにした。27日、仮名称を「新政治新党」（새정치신당）とし、2月4日から14日までの公募を経て最終的党名を「新政治連合」（새정치연합）に決定した。17日に行われた新政治連合の結党発起人大会で、新党準備委員会の最高意思決定機関となる中央運営委員会の委員長に選出された。

### 民主党との統合新党「新政治民主連合」結成
3月2日、民主党代表である金ハンギルと共同で記者会見を行い、統一地方選挙前に民主党と新政治連合が統合して新党を結成することで合意したことを表明。同月16日に行われた統合新党・新政治民主連合（略称：新政治連合）の創党発起人大会で結成準備委員会の委員長に選出。同月26日の結党大会にて共同代表に選出されたことにより、昨年4月の補欠選挙から1年足らずで最大野党の党首に就任した。しかし同年7月30日の国会議員再補選で新政治連合が惨敗した責任を取って金ハンギルと共に代表を辞任した。
2015年6月、出演したラジオ番組において17年末に予定されている大統領選挙に出馬する意向を表明した。

### 新政治民主連合からの離党と新党「国民の党」結成
その後、新政治民主連合の支持率は低迷。安は文在寅代表の辞任と、新代表を選出する党大会の開催を要求したが受け入れられず、12月14日に離党を表明。新党を結成する意向を示した。
2016年1月8日、新党の名称が国民の党であると、発表する。
2月2日、結党大会を開き、千正培とともに常任共同代表に就任する。同年4月に行われた第20代総選挙では、全羅道（光州市・全羅北道・全羅南道）で圧勝するなど国民の党を躍進に導き自身も再選を果たしたが、6月には同党の国会議員や幹部が政治資金法違反で取り調べを受けた責任を取る形で代表を辞任した。

### 2017年韓国大統領選挙出馬
2017年3月19日、崔順実ゲート事件を起因とした疑惑による弾劾で朴槿恵が大統領を罷免された事によって5月に繰り下げて行われる事になった第19代大統領選挙への出馬を公式に宣言した。全羅道を皮切りに行われた国民の党の予備選では他候補に大きく差をつけて連勝を重ね、3月30日に行われた第4選で七割以上の得票を得て圧勝、累計得票率が66％以上となり、事実上の予備選勝利を固める事になった。また支持率も上昇し、30日の予備選直後の世論調査では最有力候補である共に民主党の文在寅に次ぐ、2位となった。
4月4日に行われた最後の予備選挙も含めた計7回の投票の結果、総得票数で75%を獲得して国民の党の正式な大統領候補に選出された。立候補に際し議員を辞職
プログラマー出身でベンチャー企業を大企業に成長させたという経歴を生かし、政府が支援して民間と企業が主導する「第4次産業革命」を掲げた。そのためには教育が重要として教育部を廃止して国家教育委員会で長期教育政策を行うこと、学制改編、老人になるまで国家が教育に責任を持つ生涯学習などを訴えた。科学技術開発の支援も訴えた。また中小企業でも実力があれば大企業と戦って勝てる公正な市場競争が必要として公正取引委員会の改革を訴えた。また出馬前はTHAAD（高高度ミサイル防衛システム）に反対の意思を示していたが、出馬後は容認に転じた。テレビ討論ではその件ついて正義党候補沈相奵から追及された
立候補直後に行われた世論調査では保守層や中道層からも支持を得て支持率を大幅に伸ばし、共に民主党の大統領候補に選出された文在寅に対し誤差範囲内にまで迫る勢いを示した。また一部の世論調査では文在寅を抜いて初めて1位を記録する結果も出た。
しかしテレビ討論が振るわなかったことなどにより、その後支持率は低下していった。文在寅に引き離されるとともに自由韓国党候補洪準杓にも迫られた。
5月9日の投票と翌10日にかけての開票の結果、安の票は699万8342票（同21・41%）にとどまり、1342万3800票（得票率41.08%）を獲得した文在寅、785万2849票（得票率24.03%）を獲得した洪準杓に次ぐ三位に終わった。前年の第20代総選挙では国民の党が共に民主党に圧勝した全羅道（光州市･全羅北道･全羅南道）でも文在寅に大きく引き離されて大敗した。特別市･広域市･道のみならず、市･郡･区単位でも安が1位となった自治体は全国で1つも無かった。安は「国民の選択を謙虚に受け入れたい。変化の熱望に応えるには力があまりに足りなかった。大韓民国が新たな大統領と共に未来に踏み出すことを望む。支持してくださった国民の皆さん、党員、党職者の皆さんにも感謝申し上げる」という敗戦の弁を述べた。

### 国民の党と正しい政党を統合し新党「正しい未来党」結成
2017年8月27日に再び国民の党の代表となった。国民の党と正しい政党との統合を推進し、2018年2月13日に両党を統合した新党正しい未来党を結成すると、その党員となった。

### 2018年ソウル市長選挙出馬
2018年6月13日に行われた第7回全国同時地方選挙のソウル市長選挙に正しい未来党の公認候補として立候補したが、得票率19.5%にとどまり、当選した共に民主党の現職市長・朴元淳（得票率52.7%）にダブルスコアの大差をつけられ、さらに、2位の自由韓国党の金文洙（得票率23.3％）の後塵を拝して3位となり惨敗した。

### 正しい未来党離党と新党「国民の党」結成
2020年に入り正しい未来党が第21代総選挙を見越して民主平和党及び代案新党とそれぞれ合同する動きを見せ始めると、安哲秀は独自の道を模索して1月30日に正しい未来党を離党し、2月23日に支持者と共に中央党結党大会を開いて国民の党の結党を宣言した。
2020年2月後半になってコロナウイルス感染患者が韓国で爆発的に増加すると、医学博士でもある安哲秀は3月1日から政治活動を一時停止し、医師の数が不足している大邱広域市の病院へ赴いて医療活動に従事した。この行動は国民から支持され、国民の党の政党支持率上昇につながった。医療活動は3月15日まで続けられ、同日中に安は2週間の自宅隔離を経た後に選挙活動を再開すると表明した。
2020年4月15日、予定通りに第21代総選挙が実施され、安哲秀率いる国民の党は3議席を獲得して国会第5党となった。ただし、安哲秀本人は総選挙に立候補せず、引き続き一般人のまま国民の党党首を務めることになった。また、安哲秀が離党した正しい未来党は、民生党として総選挙に臨んだものの議席を一つも獲得することができなかった。

### 2021年ソウル市長選挙出馬と国民の党の統合問題
2020年12月20日、自殺した朴元淳前市長の補欠選挙として行われる2021年のソウル市長選挙へ出馬する事を表明した。記者会見で安は、「野党系の統一候補として立ち上がり、政権の暴走を止めるけん引車の役割を果たす」と述べるなど、文在寅政権との対決姿勢を強調した。2021年3月4日、国民の力の公認候補に呉世勲が選出されると、呉は安との間で候補一本化を模索した。安は野党候補の統一化に同意し、同年3月22日に野党統一候補を決めるための世論調査を実施したが、翌日発表された結果は呉の大勝だった。これにより、安はソウル市長選挙から撤退し、統一候補となった呉は同年4月7日実施のソウル市長補欠選挙で当選を果たした。
4月7日の選挙後、安が総裁を務める国民の党は国民の力との合流交渉を6月下旬から開始したが、交渉は両者の神経戦となっていた。安は両党の交渉に直接参画していなかったが、李俊錫国民の力代表から政党統合に関する考えを明らかにするよう求められた際に、李俊錫の発言をシンガポールの戦いで日本軍将校が用いた発言になぞらえて反発を示した。その後、安は同年8月8日に「今週、熟考する時間を持ち、決心がつき次第、国民と党員に表明する」と示し、8月16日に協議決裂を正式に宣言した。

### 2022年大韓民国大統領選挙
2021年11月1日、翌年3月の第20代大統領選挙への出馬を宣言した。
2022年1月、日本との関係改善に言及。1998年に金大中大統領と小渕恵三首相が合意した日韓共同宣言を重視するとし、「外交を国内政治に利用するようなことはしない。日本側には歴史問題で真摯な反省を求める。歴史問題と未来に向けた協力は別々に進めていく」と表明した。
2月13日、2019新型コロナウイルスに感染した妻は症状が悪化したため、病院に搬送された。安もPCR検査を受けて、自主隔離を行った。
2月15日、韓国中部忠清南道天安市で安陣営の遊説用のバス車内で運動員2名が死亡する事件があり（警察は換気が不十分な車内において発電機を利用したことで一酸化炭素中毒したと見ている）、事件について安は「不意の事故に当惑している」として選挙運動の中断を表明した。再開時期は未定とした。
2022年2月中旬の時点で最大野党「国民の力」の候補である尹錫悦と野党候補一本化の交渉を行っていると報道されていた。2月20日の記者会見で「政権交代のため力を合わせてほしいとの世論に応えようと一本化を提案したが、尹氏の責任ある回答は来なかった」として野党候補一本化の交渉を断念したことを発表したが、結局3月3日には自らの出馬を辞退し、尹錫悦を支持すると表明した。3月9日の大統領選挙では協力相手の尹錫悦が48.56％を得票し、与党・共に民主党候補の李在明（47.83％）を0.73％という僅差で破り当選している。3月13日、尹錫悦は「政権引き継ぎ委員会」の委員長に安を任命したと発表した。

### 国会復帰、国民の力代表選出馬
2022年5月、6月1日の第8回全国同時地方選挙と同時に行われる京畿道城南市盆唐区甲選挙区の国会議員再補選に国民の力の候補として出馬する意向を表明した。投票の結果、対立候補を大差で破り当選した。
2022年下半期、国民の力元代表の李俊錫に対する党員倫理委員会の懲戒処分をめぐって浮き彫りになった党内対立で、誰の肩も持たずに米国に滞在する娘に会いに出国した。
その後の国民の力の新代表選挙に出馬した。2023年3月8日の国民の力党代表選出のための全党大会投票での有効得票は10万7803票（23.37%）を得て2位となったが、対立候補の金起炫に大きな差で落選した。
2025年4月8日、尹錫悦大統領の罷免に伴う第21代大統領選挙への出馬を表明した。

## 慈善活動
2011年11月、自身が所有するアンラボの株式の半分を、低所得層児童の教育のために寄付する意志があると表明した。安は同株式を37.1%所有しており、2011年12月9日の時点で寄付分の株価は2500億ウォン（2億1800万ドル）となる。
2012年1月にはアメリカを訪れ、慈善基金運営に関してビル・ゲイツに意見を求めている。2012年2月6日、「安哲秀財団」の設立記者会見を行った。

## 著作

### 単著
- 「安哲秀の考え」（キムヨン社、2012年）ISBN  9788934958710
- 「幸せウイルス」（リジェム、2009年） ISBN  9788992826259
- 「CEO安哲秀、今、私たちに必要なのは」（キムヨン社、2004年） ISBN 9788934958710
- 「CEO安哲秀、魂がある勝負」（キムヨン社、2001） ISBN  9788934917915
- 「安哲秀のインターネットショートカット」（情報時代、2000） ISBN  9788988351147
- 「安哲秀とハングルWindows98の近道」（情報時代、1998） ISBN  8988351002
- 「安哲秀のウイルス予防と治療」（情報時代、1997） ISBN  9788985346863
- 「ウイルスの分析と対策の製作」（情報時代、1995） ISBN  8985346180
- 「奇妙なコンピュータ医師アン・チョルス」（ビジョン、1995） ISBN  9788985456142
- 「ウイルスニュース2号」（ソンアンダン、1991）
- 「ウイルスニュース1号」（ソンアンダン、1990）